# 變異軸孔珊瑚
變異軸孔珊瑚（学名：Acropora valida）为軸孔珊瑚科軸孔珊瑚屬下的一个种。